# إدنا فوستر
إدنا فوستر (بالإنجليزية: Edna Foster)‏ هي ممثلة أمريكية، (ولدت في بوسطن في الولايات المتحدة 1900  م).

## وصلات خارجية
- إدنا فوستر على موقع IMDb (الإنجليزية)
- إدنا فوستر على موقع قاعدة بيانات الفيلم (الإنجليزية)